# Frederik 2. (Tysk-romerske rige)
 For alternative betydninger, se Frederik 2. (flertydig). (Se også artikler, som begynder med Frederik 2.)
Frederik 2. (26. december 1194 – 13. december 1250), var en af de mest betydningsfulde tysk-romerske kejsere i Middelalderen, og han tilhørte slægten Hohenstaufen. Hans politiske og kulturelle ambitioner var enorme, og de strakte sig fra hans residens på Sicilien op gennem Italien til Tyskland og helt til Jerusalem. Frederik skabte sig mange fjender, især de skiftende paver, og hans kejserslægt mistede magten få år efter hans død. Historikerne finder typisk superlativerne frem, når de beskriver ham, for eksempel professor Detwiler:
| Citat | Et menneske med ekstraordinære evner, energi og kultur - en samtidig krønikeskriver omtaler ham som stupor mundi (Verdens vidunder), Nietzsche kalder ham for den første europæer, og flere historikere beskriver ham som den første moderne regent - Frederik skabte på Sicilien og i Syditalien noget, der meget ligner et moderne, centralt styret kongerige med en effektiv forvaltning. | Citat |
|       | |       |

Han opfattede sig som en direkte efterfølger af antikkens romerske kejsere, gjorde krav på titlen som romersk konge (konge af Tyskland) fra sin kroning i 1212, og ved en ny kroning i 1215 var der ikke længere en modkonge. Fra 1220 var han officielt kronet som tysk-romersk kejser. Allerede som treårig var han blevet udråbt som konge af Sicilien, med moderen Constanza som regent. Fra 1225 til 1228 havde han desuden titlen som konge af Jerusalem i kraft af sit ægteskab med Yolanda og sin deltagelse i det sjette korstog.  
Han var jævnligt i krig med pavedømmet, idet paverne følte sig klemt inde mellem Frederiks besiddelser i Norditalien og kongeriget Sicilien. Han blev ekskommunikeret fire gange og blev ofte nedsættende omtalt i både samtidens pro-pavelige krøniker og i senere beskrivelser. Pave Gregor 9. gik så vidt som at omtale ham som Antikrist.
Frederik kunne begå sig på seks forskellige sprog (latin, siciliansk, tysk, fransk, græsk og arabisk) og han var en usædvanlig aktiv støtte for videnskab og kunst. Han havde en vigtig rolle i udbredelsen af litteratur gennem den sicilianske skole for digtning. Fra omkring 1220 til hans død var hoffet i Palermo hjemsted for den første litterære anvendelse af et romansk sprog i form af siciliansk. Den poesi, der udgik fra skolen, havde væsentlig indflydelse på litteraturen og på det, der senere blev det moderne italienske sprog. Skolen og dens poesi blev hyldet af Dante og hans samtidige, og der gik mere end hundrede år, før toscansk blev det førende litterære sprog i Italien.
Efter hans død gik der kun få år, før hele hans slægt var uddød, og huset Hohenstaufen ophørte med at eksistere. 

## Konge af Sicilien

### Barndomsårene
Frederik blev født i Jesi nær Ancona i Italien som søn af den tysk-romerske kejser Henrik 6. I følge nogle af krønikerne var hans mor, Constanza af Hauteville meget opsat på at vise, at hun efter ni års barnløshed faktisk fik et barn, så hun lod fødslen foregå i et telt på byens torv. Frederik blev døbt i katedralen i Assisi omkring årsskiftet 1196-1197, og han blev navngivet efter sine to bedstefædre som Fridericus Rogerius).
Hans far Henrik 6. havde en plan om at gøre kejsertitlen arvelig, og han fik i 1196 i Frankfurt am Main sin søn udråbt til romersk (tysk) konge. Titlen blev imidlertid anfægtet af Henriks bror Filip af Schwaben og af Otto af Braunschweig. Da Frederiks far døde i 1197, var den toårige Frederik i Italien, undervejs mod Tyskland. Så snart nyheden om Henriks død nåede Frederiks værge, Konrad af Spoleto, blev det besluttet at sende drengen tilbage til moderen Constanza i Palermo, og der blev han den 17. maj 1198 kronet som konge af Sicilien.
Som hustru til Henrik havde Constanza titlen dronning af Sicilien, og hun fortsatte efter mandens død med at bruge titlen, nu som regent på sønnens vegne. Hun afbrød – i Frederiks navn – de forbindelser med Tyskland, der var knyttet, da hun blev gift med Henrik. Hun sendte hans tyske rådgivere hjem, og hun frasagde Frederiks krav på den tyske trone og på kejsertitlen.  
Da Constanza døde i 1198, overtog pave Innocens 3. hvervet som værge for Frederik. Frederiks huslærer var i disse år teologen Censio, der senere blev valgt som pave Honorius 3. Markward af Annweiler havde tidligere haft en betroet post hos kejser Henrik, og han gjorde nu – med støtte fra Henriks yngre bror Filip af Schwaben – krav på posten som regent på den lille prins' vegne. I 1200 sejlede han og hans mænd på genuesiske skibe til Sicilien, hvor de året efter fik kontrol over prinsen. Markwards styre varede dog kun til 1202, da han døde og blev erstattet af en anden af Henriks tidligere ansatte, hærføreren Vilhelm af Capparone. Vilhelm holdt Frederik i en form for husarrest i det kongelige palads i Palermo indtil 1206. Han blev fjernet med magt af Gualtiero di Palearia, der derefter havde hvervet indtil 1208, hvor prinsen blev erklæret myndig. Den konstante dyst om jobbet som formynder for Frederik handlede ikke om omsorg for drengens opvækst og lærdom, men om penge og indflydelse. Markward var som nævnt støttet af Genova, Vilhelm fik opbakning fra Pisa, og Gualtiero blev ligeledes støttet af Genova. Som tak fik købmændene fra disse byer omfattende privilegier til deres handel. Da Frederik endelig blev myndig, ventede der ham en stor opgave med genvinde kongemagtens autoritet i forhold til de adelsmænd og eventyrere, der havde haft frit spil i adskillige år.

### Vejen til kejsertitlen
Otto 4. af Braunschweig var blevet tysk-romersk kejser i 1209, kronet af pave Innocens 3. Kejser Otto blev hurtigt samlingspunkt for de utilfredse adelsmænd i Syditalien i takt med, at Frederik begyndte at udøve sin magt i området. Kejseren invaderede Syditalien og nåede helt ned til Calabrien uden at møde nævneværdig modstand. Otto havde inden sin kroning givet paven flere løfter, heriblandt at holde sig fra Syditalien. Han brød dem alle, og det gjorde Innocens så rasende, at han bandlyste kejseren i 1210. Innocens sørgede derpå for, at Frederik, som han tidligere havde været værge for, blev valgt in absentia som "romersk" (tysk) konge i september 1211. Disse begivenheder – og stigende uro i Tyskland – betød, at Otto måtte opgive sit felttog og haste hjem til Tyskland.
Frederik sejlede fra Sicilien til Gaeta med et lille følge. Han mødtes med paven og erklærede sig enig i pavens ønske om, at titlen som tysk-romersk kejser skulle være uforenelig med titlen som konge af Sicilien. I stedet gjorde han sin hustru Constanza til regent af Sicilien. Frederik fortsatte op gennem Norditalien til Sydtyskland. Her lå kejser Ottos tropper på lur efter ham, men det lykkedes lige akkurat Frederik at nå i sikkerhed bag murene i Konstanz i september 1212, få timer før Otto nåede frem med sin hær.
Valget af Frederik som tysk konge blev bekræftet ved hans kroning i Mainz den 9. december 1212. Hans magt i Tyskland var imidlertid skrøbelig, og han var kun rigtig anerkendt i Sydtyskland. I de nordtyske områder var der udbredt støtte til Otto, der på trods af bandlysningen her stadig blev respekteret som konge og kejser. Otto involverede sig imidlertid i krigen mellem den engelske kong Johan uden Land og den franske kong Filip 2. August, der var en af Frederiks støtter. I slaget ved Bouvines 27. juli 1214 blev Ottos hær så afgørende slået, at hans opbakning hos de øvrige tyske fyrster forsvandt, og Otto måtte trække sig tilbage til sine besiddelser i Braunschweig, hvor han døde i 1218. De tyske fyrster mødtes igen i 1215 og valgte på ny Frederik som konge, og den 23. juli samme år blev han kronet i Aachen. Frederik var nu "romersk" (tysk) konge uden modkandidater, men der gik fem år, før han kunne få den officielle titel som tysk-romersk kejser. Det krævede indviklede forhandlinger med Innocens 3. og med hans efterfølger fra 1216, Honorius 3., før Frederik kunne rejse til Rom og blive kronet af Honorius, 22. november 1220. Ved samme lejlighed blev hans ældste søn Henrik kronet til romersk konge som symbol på, at han var udpeget som tronfølger.

## Tysk-romersk kejser
I modsætning til de fleste andre tysk-romerske kejsere tilbragte Frederik kun en ringe del af sin regeringstid i Tyskland. I 1218 var han i Frankrig, hvor hans hær hjalp Filip 2. August og Odo 3. af Burgund med at få afsluttet krigen om arvefølgen til grevskabet Champagne. Frederik og hans tropper invaderede Lothringen, hvor de erobrede og afbrændte Nancy og senere tog hertugen af Lorraine som fange. Efter sin kejserkroning i 1220 opholdt Frederik sig mest i Syditalien, dog afbrudt af hans deltagelse i det 6. korstog. I 1236-1237 var han for sidste gang i Tyskland, og de følgende 13 år lod han sig repræsentere i landet af sønnen Konrad. 
I kongeriget Sicilien byggede han videre på den lovgivning, der var blevet skabt i 1140 af hans bedstefar Roger 2. i form af Assiserne fra Ariano. Først kom Assiserne fra Capua i 1220 og derpå en langt mere omfattende konstitution, udstedt i Melfi i 1231. Den sidstnævnte lovsamling er også kendt som Liber Augustalis, og var så enestående for sin tid, at den dannede skole for flere senere lovsamlinger. Konstitutionen gjorde Sicilien til et enevældigt monarki, og den knæsatte princippet om, at den skrevne lov står over sædvaneretten. Med kun få ændringer forblev Liber Augustalis basis for den sicilianske lovgivning indtil 1819.

### Det femte korstog og udviklingen i Norditalien
Da han blev valgt til romersk konge, var en af betingelserne for pavens støtte, at han skulle love at deltage i det kommende 5. korstog. Korstogets deltagere blev indskibet i 1217, men selv om Frederik havde gentaget sit løfte ved kroningen i 1215, tog han ikke med. De tropper, han sendte, deltog i erobringen af Damietta i Egypten, men herefter gik korstoget i stå, blandt andet fordi den pavelige udsending Plagius ikke kunne afslutte forhandlinger med araberne, fordi man hele tiden ventede på, at Frederik skulle ankomme og stå i spidsen for projektet. Til sidst måtte korsfarerne trække sig tilbage, og Damietta gik tabt igen i 1221.  Pave Honorius 3. gav Frederik skylden for korstogets fiasko, og i den øvrige kristne verden blev han ligeledes udråbt som syndebuk.
I 1225 gav Frederik pave Honorius et nyt korstogsløfte. der gik ud på, at han ville drage af sted senest i 1227. Frederik indkaldte på samme tid til en samling af rigsdagen i Cremona, der var den vigtigste kejsertro by i Lombardiet. Rigsdagens emner skulle være henholdsvis indsatsen mod kætteri, planlægningen af det kommende korstog og frem for alt en genskabelse af kejserrigets magt i Norditalien, hvor flere af de større byer i praksis var selvstændige. Byernes reaktion var at genskabe Den lombardiske Liga, der i sin tid havde overvundet Frederiks bedstefar, Frederik Barbarossa, og lige som sidst var det Milano, der stod i spidsen for ligaen. Frederik var nødsaget til at aflyse rigsdagen, og i stedet gik Honorius ind som mægler og fik lavet et kompromis mellem parterne. Under sit ophold i Norditalien udstedte Frederik i marts 1226 i Rimini en forordning, der gav Den Tyske Orden retten til området Øst for floden Wisla i det nuværende Polen, hvilket førte til en intensivering af det Nordiske korstog.

### Det sjette korstog
Problemerne i Norditalien optog det meget af Frederiks tid, men korstogstanken blev mere interessant, da John af Brienne kom til Europa i 1223 for søge støtte til det truede kongerige Jerusalem. John regerede riget på vegne af sin da 11-årige datter Jolanda (også kendt som Isabella). På et møde med pave Honorius og Frederik blev det aftalt, at Frederik, der var blevet enkemand, skulle troloves med Jolanda, og udsigten til titlen som konge af Jerusalem gjorde korstogstanken langt mere spiselig for kejseren. I august 1225 blev der holdt en ceremoni i korsfarerbyen Akko, hvor en udsending på Frederiks vegne blev gift med Jolanda, og et par dage senere blev hun kronet som dronning af Jerusalem med titlen Isabella 2. Derpå sejlede hun til Italien, hvor der blev holdt et rigtigt bryllup med Frederik i Brindisi i november 1225. Frederik sørgede for, at John af Brienne blev sat fra bestillingen som regent i Jerusalem, og han tog selv titlen, men gjorde stadig ingen anstalter til at tage på korstog. Først i september 1227 kom han endelig af sted, men efter få dage blev han syg og vendte om. Den nye pave, Gregor 9. troede ikke på sygdomshistorien og blev så rasende, at han bandlyste Frederik den 29. september 1227, med henvisning til det brudte korstogsløfte.
Selv om der var opbakning til Frederik fra andre af deltagerne i den afbrudte ekspedition, var der stor skepsis hos de samtidige pavetro kronikører, for eksempel Roger af Wendover, der skrev:
| Citat | han drog til Middelhavet og stod til søs med et beskedent følge; men efter at have foregivet at sejle til det hellige land i tre dage, sagde han, at han var blevet ramt af en pludselig sygdom ... med denne opførsel pådrog kejseren sig megen skam, og han gjorde skade på hele korstoget. | Citat |
|       | |       |

I juni 1228 var Frederik klar igen og stævnede på ny ud fra Brindisi. Paven betragtede hans afrejse som en provokation, for som bandlyst måtte Frederik ikke deltage i et korstog, så Gregor gav kejseren endnu en bandlysning for god ordens skyld. Frederik nåede Akko i september, men de lokale regenter nægtede at støtte ham, og det samme gjaldt de fleste af områdets ridderordener. Da kejseren kun havde en lille hær med sig, kunne der ikke blive tale om en erobringskrig, så i stedet valgte han en forhandlingsløsning med sultan Al-Kamil fra Ayyubide-dynastiet. Der blev underskrevet en traktat i februar 1229, og den betød, at Jerusalem igen blev en del af kongeriget sammen med Nazareth, Bethlehem og en stribe land langs Middelhavskysten.
Traktaten skulle gælde i 10 år, og den indeholdt også bestemmelser om, at Klippehelligdommen og Al-Aqsa-moskéen skulle forblive under muslimsk kontrol, samt at Jerusalems fæstningsværker ikke måtte genopføres. Næsten alle andre korsfarere, heriblandt Tempelherrene og Johanniterne, fordømte aftalen som et forsøg fra Frederiks side på at genskabe kongeriget Jerusalem på bekostning af korstogstanken. Al-Kamils ønske om en aftale skyldtes, at han i forvejen var truet af konflikt med sine slægtninge i Syrien og Mesopotamien, og at han derfor ikke ønskede mere besvær med korsfarerne, før de hjemlige stridigheder var løst. 
Dermed var korstoget slut, og Frederik lod sig krone som konge af Jerusalem den 18. marts 1229. Kroningen var ikke helt efter bogen, for Jolanda var død i april 1228 i Andria, kort efter at hun havde født sønnen Konrad, så Konrad var egentlig den rette arving til kongekronen. Frederik nedtonede selv kroningens betydning i et brev til Henrik 3. af England, hvor han skrev, at den krone, han havde sat på sit hoved, blot var hans romerske kejserkrone. 
Den romersk-katolske patriark af Jerusalem, Gerald af Lausanne, blev væk fra kroningen, og dagen efter ceremonien ankom ærkebispen af Caesarea til Jerusalem og lyste på patriarkens vegne byen under interdikt. Frederiks fortsatte forsøg på at regere over kongeriget Jerusalem mødte kraftig modstand fra de lokale grever og baroner, der blev ledet af ridderen af Beirut, John af Iberlin. I midten af 1230'erne blev Frederiks vicekonge tvunget til at forlade Akko, og i 1244 gik Jerusalem tabt – erobret af araberne.  
Frederiks bedrift med at generobre Jerusalem uden blodsudgydelse gav ham høj prestige i visse kredse i Europa, men i kirkens verden var der vrede over, at kejseren var taget på korstog, selv om han var lyst i band. I juli-august 1230 blev der indgået to traktater mellem paven og kejseren. Pavedømmet fik nogle af sine rettigheder i Syditalien tilbage, og bandlysningen af Frederik blev ophævet. Om afslutningen på korstoget skriver kronikøren Filip af Novara: "Frederik forlod Akko, hadet, forbandet og nedrakket. Selv om korstoget kan betegnes som det første vellykkede siden det indledende korstog i 1097-1099, så trak det ned i bedømmelsen, at Frederik havde gennemført forhandlingerne uden kirkens medvirken. Han efterlod et kongerige i Mellemøsten, der var præget af strid mellem hans egne repræsentanter og de lokale adelsmænd, en strid, der blev omtalt som "Lombardernes krig".
I de kirkelige kredse fik Frederik især støtte fra joakimitterne og fra de radikale franciskanere. Da interdiktet blev udstedt, fordømte disse prædikanter paven og fortsatte med at uddele sakramentet og give syndsforladelse. Munken Arnold bekendtgjorde i Schwaben, at Kristi genkomst ville finde sted i 1260, og at Frederik da ville konfiskere alle pavens rigdomme og fordele dem mellem de fattige, som var "de eneste sande kristne".

### Krigen mod paven, og Henriks oprør
Mens Frederik var i Det hellige land, blev hans hær i Italien ledet af Rainald af Spoleto, der ufortrødent gik i gang med at angribe de pavelige besiddelser i Marche og i hertugdømmet Spoleto. Pave Gregor 9. svarede igen med at hyre en hær, som han satte Frederiks svigerfar, John af Brienne, i spidsen for. John, der var blevet forstødt som regent af Frederik, havde ingen skrupler ved invadere Syditalien i 1229, og efter at have overvundet en troppestyrke ved Monte Cassino, nåede han frem til Apulien. Frederik forlod straks Palæstina og ankom til Brindisi i juni 1229. Han generobrede hurtigt de tabte områder og holdt justits over de oprørske baroner, men han forfulgte ikke Johns hær over grænsen til Pavestaten. Krigen blev formelt afsluttet ved  en traktat, underskrevet i San Germano i sommeren 1230. Kejseren mødtes med Gregor 9. i Anagni og han gav afkald på visse rettigheder i forhold til kirken på Sicilien. Året efter – i august 1231 – udstedte Frederik en ny konstitution i byen Melfi. Den nye lovgivning havde et centralistisk snit, og den skulle råde bod på nogle af de politiske og administrative problemer, der var kommet frem i lyset under de foregående års konflikt.
Selv om Frederik nu havde sluttet fred med paven, var der stadig et problem i forhold til fyrsterne i Tyskland. Kejserens søn Henrik var blevet født i 1211 på Sicilien i ægteskabet med Constanza af Aragonien, og Henrik var som ung mand blevet sendt til Tyskland for at repræsentere kejseren. Henrik havde fra starten ført en aggressiv politik i forhold til fyrsternes privilegier, men da de sluttede sig sammen, gav han op og underskrev i Worms Statutum in favorem principum ("Statutter til fordel for fyrsterne"). Herved gav han afkald på meget af kejserens suverænitet og da Frederik hørte om det, indkaldte han Henrik til et møde i Aquileia i 1232. Henrik bekræftede suverænitetsafgivelsen, og da Frederik ikke var i stand til at ændre aftalen, bekræftede han Statutum i byen Cividale kort tid efter.
Frederik havde også et problem i selve Italien i form af byerne i Lombardiet, der blev ved med at unddrage sig kejserlig kontrol, og selv om Gregor 9. i 1233 forsøgte at mægle mellem parterne, kom der ikke noget ud af det. Sønnen Henrik genoptog på samme tid en konfrontatorisk linje over for de tyske fyrster – stik imod Frederiks ønske. Frederik fik Gregor til at ekskommunikere Henrik i juli 1234, og Henrik svarede igen med at tage kontakt til de lombardiske byer, for at få dem til at blokere passene over Alperne. Frederik kom alligevel over Alperne i maj 1235, selv om han ikke havde en hær med sig, kunne han allerede i juli samme år i Worms tvinge Henrik til at frasige sig den kongekrone, sønnen som tidligere omtalt havde fået i 1220. Henrik blev efterfølgende fængslet.
Mens Frederik var i Tyskland, sørgede han for at hans slægt, Hohenstauferne, blev forliget med Welferne, der tidligere havde været deres konkurrenter til kejsermagten. Henrik Løves barnebarn Otto Barnet afgav officielt Welfernes tabte besiddelser i Bayern og Sachsen, og til gengæld modtog han området omkring Braunschweig som hertugdømme under navnet Braunschweig-Lüneburg.

### Krig i Lombardiet
Efter at freden således var genoprettet nord for Alperne, fik Frederik de tyske fyrster til at levere tropper til en hær, der skulle overvinde de oprørske byer i Lombardiet. Gregor forsøgte at løse konflikten med diplomatiske midler, men forgæves. På vej til Italien måtte Frederik tage en omvej, fordi hertug Frederik 2. af Østrig (med tilnavnet "den stridbare") gjorde oprør. Som straf gjorde kejser Frederik hovedstaden Wien til en fri rigsstad, og under sit ophold i byen i februar 1237 fik han sin niårige søn Konrad kronet til romersk konge.
De lombardiske byer og de kejserlige diplomater forsøgte – med paven som mægler – at nå til enighed, men det mislykkedes, og Frederiks reagerede ved at invadere Lombardiet. I november 1237 besejrede han den lombardiske liga i slaget ved Cortenuova. Frederik fejrede sejren med et triumftog gennem Cremona, hvor han både fremviste en elefant og den lombardiske ligas carroccio (transpotable krigsalter), der var blevet erobret i slaget. Han afviste alle fredsfølere, selv den fra Milano, der ellers var ledsaget af en stor sum penge. Hans krav om ubetinget overgivelse skabte stor modstand i både Milano, Brescia, Bologna og Piacenza, og i oktober 1238 tvang ligaen ham til at hæve belejringen af Brescia, efter at de havde været tæt på at tage ham til fange.
I begyndelsen af året 1239 holdt Frederik hof i Padua, og det var her, han fik meddelelsen om, at han igen var blevet ekskommunikeret af paven. Kejserens svar til Gregor 9. bestod i at forvise franciskanerne og dominikanerne fra Lombardiet, samtidig med at han gjorde sin søn Enzio (Heinz) til statholder i Norditalien. 
Enzio erobrede både Emilia-Romagna, Marche og hertugdømmet Spoleto, der alle tilhørte pavestaten. Derpå bekendtgjorde Frederik, at han agtede at erobre republikken Venezia, som straf for et angreb på Sicilien fra søsiden. Det blev ved ordene, og i stedet marcherede kejseren med sin hær gennem Toscana og indtog Foligno og Viterbo, før han gav sig i kast med en belejring af Rom. Belejringen mislykkedes, og Frederik fortsatte derpå mod syd, hvor han plyndrede den pavelige by Benevento. Alle forsøg på fredsslutning mislykkedes.    
Frederik fik nu melding om, at den kejsertro by Ferrara var blevet erobret af hans fjender, og hans svar var at drage mod nord, hvor han erobrede Ravenna og Faenza efter lange belejringer. Indbyggerne i Forli, som vedblev at støtte den kejserlige slægt Hohenstaufen i generationer, tilbød ham deres støtte i belejringen. Som tak fik de lov til at føre Hohenstaufens ørn i deres byvåben, og begivenheden viser, hvordan de enkelte byer forsøgte at få mest muligt ud af at spille på striden mellem paven og kejseren, så de kunne tryne deres nabobyer.
Paven indkaldte nu sine allierede til rådsslagning, men skibe fra den kejsertro by Pisa opsnappede mange af dem, da de var undervejs fra Genova til Rom. Frederik sendte igen sine tropper mod Rom, efter først at have hærget de pavelige besiddelser i Umbria. Den 22. august 1241 døde pave Gregor imidlertid, og da det var vigtigt for kejseren at vise, at han ikke var imod pavedømmet, men kun Gregor, afblæste han felttoget og løslod to kardinaler fra fængslet i Capua. Gregors efterfølger, Celestin 4., nåede kun at regere i 15 dage, og derefter stod pavestolen tom i halvandet år.

### Innocens 4.
Kardinalerne var længe om at blive enige om en ny pave, men 25. juni 1243 lykkedes det. Innocens 4. var medlem af en kendt romersk adelsslægt, der havde tætte forbindelser til kejseren, så der kom nyt håb om forsoning. Innocens skulle imidlertid vise sig at blive kejserens hårdeste modstander. Selv om de to parter indledte forhandlinger straks, i sommeren 1243, gik kardinal Ranieri alligevel i gang med at opildne borgerne i Viterbo til oprør, og det lykkedes. Frederik anså byen for at være et vigtigt støttepunkt, tæt på Rom, så han indledte en belejring. Det lykkedes Innocens af få kejseren til at opgive belejringen, men i november blev den kejserlige garnison, der var efterladt ved byen, brutalt hugget ned. Med glimrende diplomati fik Innocens alligevel sluttet fred med Frederik, selv om paven brød aftalen kort efter. For at undgå kejserlig indblanding, rejste Innocens og de fleste af hans kardinaler i hemmelighed med genuesiske galejer, først til Genova, og senere til Lyon, hvor der blev afholdt et kirkemøde fra 24. juni 1245. Den følgende måned erklærede Innocens, at Frederik var afsat, blandt andet fordi han var "ven med Sultanen af Babylon", "fulgte saracenernes skikke", "havde et harem, bevogtet af eunukker", akkurat som den byzantinske kejser, og fordi han var "hedning". Pavens kandidat til kejsertitlen var Henrik Raspe, landgreve af Thüringen, og der blev lagt en plan om at myrde Frederik, med støtte fra pavens svoger Orlando de Rossi, der ellers var kejserens gode ven.   
Sammensværgelsen blev imidlertid afsløret af greven af Caserta, og kejserens hævn var nådesløs. De sammensvorne gemte sig i Altavilla, men Frederiks tropper ødelagde byen, og de skyldige blev blindet, lemlæstet og derefter brændt levende eller hængt. På samme tid havde kardinal Ranieri sat sig i spidsen for en invasionshær, men den nåede ikke længere end til byen Spello i Umbrien, hvor den blev slået af Marino af Eboli, der var kejserens statholder i Spoleto.   
Innocens sendte store beløb til Tyskland for at underminere Frederiks position, og han fik ærkebisperne af Köln og Mainz til at erklære kejseren afsat. I maj 1246 blev Henrik Raspe officielt udpeget til romersk (tysk) konge, hvilket var forudsætningen for senere at få kejsertitlen. Med penge fra paven kunne Henrik udruste en hær, der i august 1246 besejrede Frederiks søn og stedfortræder Konrad ved Frankfurt. Men Frederik havde også medgang i Tyskland. I 1246 døde Frederik den Stridbare af Østrig, og han havde tilsyneladende brugt for meget tid på kiv og for lidt på sin familie, for han døde barnløs. Dermed uddøde fyrsteslægten Babenberg, og Østrig tilfaldt kejseren. I 1247 døde så Henrik Raspe, men Frederiks modstandere udpegede i stedet i 1248 grev Vilhelm af Holland til konge.  
Frederik fik sat situationen i Italien på plads på et møde i Terni februar-marts 1247, hvor han udnævnte slægtninge og venner til posterne som statholdere i de forskellige provinser. Han fik sønnen Manfred gift med en datter af grev Amadeus 4. af Savoyen og fik kontrol over det norditalienske markisat Monferrato. Innocens' modspil gik ud på at bede om beskyttelse fra den franske konge Ludvig 9. Kongen var imidlertid på god fod med Frederik, og han tvivlede ikke på kejserens ønske om fred. Innocens udrustede derfor på egen hånd en hær, der skulle trænge ind i Lombardiet, men den måtte vende om, da Frederik med en massiv hær drog til Torino, hvor han afholdt sit næste møde med stormændene.

### Slaget ved Parma og Frederiks sidste år
Kejserens cementerede position i Italien blev imidlertid afgørende – og ganske overraskende – truet. I juni 1247 besluttede den vigtige lombardiske by Parma sig til at støtte det pavelige parti, og de kejserlige embedsmænd blev smidt ud. Frederiks søn Enzio var ansvarlig for området, men han kunne ikke udrette andet end at bede faderen om hjælp. Kejseren ankom med en hær og indledte belejringen, støttet af sin ven Ezzelino 3., der blandt andet regerede over Verona. Frederik havde tænkt sig at sulte byen til overgivelse, så han gav sig god tid og fik bygget en ny by af træ i en ring omkring Parma. Han kaldte den "Vittoria" og brugte den til at huse sit skatkammer, harem og dyresamling, og med base i byen drog han ud på de jagtture, han satte så meget pris på.
Den 18. februar 1248, mens kejseren var på jagt, myldrede tropperne fra Parma pludselig ud af byens porte og erobrede "Vittoria". Den kejserlige hær gik til modangreb, men blev drevet på flugt. Tabet af skatkammeret var en alvorlig sag for Frederik, for uden penge kunne han ikke fortsætte sin kampagne i Lombardiet mod de oprørske byer og mod paven. Han måtte trække sig tilbage, og skønt han gennem en hårdhændet skatteopkrævning fik genskabt sin pengebeholdning, betød hans nederlag, at mange byer, der døjede med store skatter, fik mod til at rive sig løs fra hans styre. Områderne Romagna, Marche og Spoleto gik tabt i denne periode.
Frederik oplevede endnu en skuffelse i februar 1249, da det stod klart, at hans nære rådgiver, juristen og digteren Pier delle Vigne, havde svindlet med statens midler. Nogle historikere mener, at Pier faktisk var med i en plan om at forråde kejseren, og Mathias af Paris skriver, at Frederik græd, da han hørte om sammensværgelsen. Pier blev blindet og lagt i lænker, og han døde kort efter i Pisa, muligvis ved selvmord. Endnu værre blev det, da kejseren fik nyheden om, at hans søn Enzio var blevet taget til fange af byen Bologna under slaget ved Fossalta i maj 1249. Det lykkedes aldrig at få befriet eller løskøbt Enzio, der forblev fængslet til sin død i 1272. 
Frederiks næste tab var sønnen Richard af Chieti, og på krigsskuepladsen mistede han Como og Modena, men fik dog generobret Ravenna. Paven udrustede en ny hær under kardinal Pietro Capocci, men den blev knust ved slaget ved Cingoli i Marche i 1250. Herefter kunne kejserens styrker generobre Romagna (minus Bologna), Marche og Spoleto. Det gik også bedre i Tyskland, hvor Konrad vandt flere slag mod Vilhelm af Holland.    
Frederik deltog ikke i de sidste felttog i Italien. Han var i Melfi med sin nye administrator, Riccardo af Montenero, og de udarbejdede nye retningslinjer for styret af områderne i Italien. De gode nyheder var nu i overtal: Enzios afløser i Norditalien, Ettore Pallavicini, fik hævnet nederlaget i Parma i et nyt slag, der kostede byen 3.000 mand, og flåden vandt et afgørende slag over Genova, og erobrede 17 galejer. Passene i Alperne blev holdt åbne af Manfreds svigerfar i Savoyen, og Brennerpasset blev bevogtet af Frederiks ven Ezzelino. Kejseren var så opmuntret over fremgangen, at han planlagde at drage til Lyon og derefter til Tyskland, men under en jagt i november 1250 blev han ramt af en mavesygdom og bragt til det nærliggende Castel Fiorentino, ved Lucera i Apulien. Her ordnede han sit testamente, iførte sig cistercienserordenens munkedragt (han var officielt medlem af ordenen) og sov fredeligt ind den 13. december 1250.
Testamentet bestemte, at kejsertitlen skulle arves af Konrad, sammen med titlen som konge af Sicilien. Manfred blev fyrste af Taranto og skulle fungere som Konrads repræsentant i Italien. Den afdøde (og forstødte) søn Henrik havde en søn med samme navn, og han fik titlen som hertug af Østrig og markis af Steiermark, men kom aldrig reelt til at regere over landene. 
Der gik imidlertid kun fire år før Konrad døde, og dermed var det slut med Hohenstaufernes dynasti. Tyskland blev kastet ud i et uroligt interregnum, der varede helt til 1273, året efter at Frederiks sidste efterkommer, Enzio, var død i sit fængsel. Efter Frederiks død opstod der en legende om, at han blot sad og sov i bjergene i Kyffhäuser i Tyskland, og at han en dag ville vågne op og genskabe sit rige. I løbet af middelalderen blev denne myte i stedet overført til hans farfar, Frederik Barbarossa.
Kejser Frederiks sarkofag er udført i rødt porfyr og står i domkirken i Palermo. Ved siden af står sarkofagerne med hans forældre, Henrik og Constanza, og hans morfar, Roger 2. af Sicilien.

## Personlighed
Af sin samtid blev Frederik kaldt stupor mundi, "verdens vidunder" eller måske snarere "verdens benovelse". De fleste af hans samtidige var religiøse og rettroende, og de opfattede kirkens lære som universel. Netop derfor var de benovede – og nogle gange frastødte – over den individualisme, den Hohenstaufiske kejser lagde for dagen, kombineret med hans voldsomme stædighed og hans usædvanlige og nærmest uudtømmelige videbegær. 
I Frederiks årer flød både tysk, normannisk og siciliansk blod, men hans opvækst, livsstil og sind var "først og fremmest siciliansk"." Maehl konkluderer, at "til sin død forblev han mere end noget andet en siciliansk grand signore, og hans kejserlige politik gik ud på at udvide det sicilianske kongerige til resten af Italien, frem for at udvide det tyske kejserrige sydpå. Cantor sammenfatter det således: "Frederik havde intet ønske om at opgive Napoli og Sicilien, for de var hans egentlige magtbaser. Han var faktisk ikke interesseret i Tyskland."
Frederik var skeptisk med hensyn til religion. Han hævdes at have undsagt både Moses, Jesus og Muhammed som svindlere, der førte menneskeheden bag lyset. Han morede sig med at komme med blasfemiske og spottende bemærkninger om de kristne sakramenter og læresætninger. Frederiks skepsis var usædvanlig for den tidsalder, han levede i, og den chokerede hans omgivelser og gav hans pavelige modstandere masser af skyts i kampen mod ham.
Som treårig blev Frederik efter moderens død sendt til Palermo, hvor han siges at være vokset op nærmest som et gadebarn. Han virkede meget gammelklog. Der vigtigste resultat af, at Innocens 3. var hans værge, bestod i, at han som 14-årig blev gift med den 25-årige enke Constanza, der var datter af kongen af Aragonien. Begge synes at have været tilfredse med det arrangerede ægteskab, og Constanza fødte snart efter sønnen Henrik. Selv om Frederik blev gift igen, hævder historikerne, at Costanza var hans eneste kærlighed. 
Frederik deltog ikke i den ophidsede folkestemning mod saracenerne på Sicilien, men gav dem i stedet lov til at slå sig ned i Apulien, omkring byen Lucera. Her fik de lov til at bygge moskeer, og han hvervede mange af dem til sin hær og sin livgarde. De muslimske soldater havde ud over deres evner på slagmarken også den fordel, at de var upåvirkelige af pavens bandbuller. På grund af hans gode forhold til muslimerne og hans påståede epikuræiske (og dermed hedenske) livsopfattelse, kom Frederik med på listen over kætterne i den sjette cirkel i Dantes Inferno, der er første del af digterens Guddommelige Komedie.
Et andet eksempel på, hvor meget Frederik adskilte sig fra sine samtidige, kan ses i hans korstog til Det hellige land. Selv om han efter manges mening havde tropper nok til at erobre Jerusalem, blev han i fem måneder uden for byen og forhandlede med den egyptiske sultan al-Kamil om byens overgivelse. Sultanen inviterede ham ind i byen og beværtede ham fyrsteligt. Den lokale muezzin undlod næste morgen at kalde til bøn, for ikke at fornærme kejseren, med Frederik erklærede: "Jeg overnattede i Jerusalem, for at jeg kunne høre muslimernes bønner til deres Gud." Saracenere satte pris på ham, så ingen var overraskede over, at der blev lavet en aftale om, at han skulle overtage Jerusalem. Aftalen blev af mange muslimer og kristne betragtet som forræderi. Det siges, at nogle tempelriddere skrev til el-Kamil og tilbød at myrde Frederik, men al-Kamil gav ham i stedet brevet. Patriarken af Jerusalem blev væk fra Frederiks kroning, men så kronede han bare sig selv.

## Videnskab
Når man ser bort fra hans holdning til kristne kættere, var Frederik et særdeles tolerant menneske, og hans videbegær var ubegrænset. Hans tolerance gav sig blandt andet udslag i, at han hentede jøder fra Det hellige land til Sicilien, hvor de arbejdede på at oversætte græske og arabiske tekster.
I en tid, hvor mange troede på det overnaturlige og uforklarlige, nægtede Frederik at tro på ting, der ikke kunne forklares. Han fulgte op på Innocens 3.'s forordning om, at gejstlige ikke måtte deltage i gudsdomme (som for eksempel jernbyrd), med et generelt forbud. Hans ønskede afgørelser baseret på rettens grundlag, og ikke på nedarvede skikke som styrkeprøver mellem de indblandede, hvor han holdt på, at den stærkeste ville vinde – og dermed få ret. En af Frederiks lovmæssige nyskabelser, som stadig holdes i hævd, var at læger ikke selv måtte fremstille deres medicin. Dette skulle overlades til særlige farmaceuter i håbet om, at man så kunne blive fri for de charlataner, der turnerede i landene og lavede diagnoser på sygdomme, som de tilbød at kurere med hjemmelavede og ofte sundhedsskadelige miksturer.
Frederik er forfatter til det ældste kendte værk om falkejagt, De arte venandi cum avibus ("Kunsten at jage med fugle"). Historikeren C.H. Haskins beskriver bogen således:
| Citat | Det er en videnskabelig bog, der tager sit udgangspunkt i Aristoteles, men den er nøje baseret på iagttagelser og praktiske forsøg. I forordet kalder Frederik den opdelende og undersøgende, og værket er på samme tid meget skolastisk, nøjeregnende og næsten mekanisk i sine inddelinger og underinddelinger. Det er en gennemført praktisk bog, skrevet af en falkoner til andre falkonerer, hvor mange års erfaring er koncentreret systematisk, så andre kan lære af det. | Citat |
|       | |       |

Der findes to versioner af bogen. hvoraf den ene har fået tilføjet ændringer af Frederiks søn Manfred, der også var en ivrig falkejæger. Omkring 1240 var rigets østgrænse alvorligt truet af de mongolske hære fra Den Gyldne Horde, og khanen Batu skrev direkte til Frederik og gav ham ordre til at underkaste sig, mod til gengæld at få en stilling ved khanens hof. Som illustration af Frederiks stolthed over sine evner som falkejæger fortæller historien, at Frederik svarede khanen, at hvis han skulle have et job, ville det være en god ide at udnævne ham til falkoner, for han havde et godt tag på fugle. Frederik havde op mod 50 falkonerer ad gangen ved sit hof, og af hans breve kan man se, at han bestilte arktiske jagtfalke fra Lübeck og helt fra Grønland. Han store interesse for jagten kan også ses af, at han lod borgen Castel del Monte bygge i Apulien på et sted, der var kendt for gode fugletræk.
Frederik var i det hele taget interesseret i eksotiske dyr. Når han drog rundt i sit rige, medbragte han en veritabel zoologisk have i form af et "menageri" med giraffer og geparder, losser og leoparder, eksotiske fugle og sågar en elefant. Dyrene blev brugt til at imponere indbyggerne i de byer, han besøgte. 
Det påstås, at han udførte eksperimenter med mennesker. Disse eksperimenter er optegnet af munken Salimbene di Adam – der foragtede Frederik – i hans krønike. Et af eksperimenterne bestod i at lægge en fange i en tønde, og derefter holde øje med et lille hul i tønden for at se, om fangens sjæl forlod den, når han døde. Et andet eksperiment gik ud på at give to fanger et måltid, hvorefter den ene blev sendt på jagt, mens den anden blev lagt i seng. Derpå blev begge dræbt og parteret, og man undersøgte nu, hvem der havde fordøjet måltidet bedst. Endelig var der et forsøg, hvor man isolerede børn, for at se om de udviklede et naturligt sprog. Det påstås, at Frederik ønskede at se, om der fandtes et oprindeligt sprog, som det Adam og Eva fik fra Gud. Salimbene skriver at Frederik forlangte, at børnepasserne skulle pusle og bade børnene, men at de ikke måtte tale med dem. Han ville se, om de af sig selv begyndte at tale hebraisk (der blev betragtet som det ældste sprog) eller græsk, latin, arabisk eller det sprog, deres forældre talte. "Men han arbejdede forgæves, for børnene kunne ikke leve uden klappende hænder og gestik, glade ansigtsudtryk og opmuntringer." 
Frederik var også interesseret i stjernerne, og ved sit hof havde han adskillige astrologer og astronomer, her iblandt Michael Scot og Guido Bonatti. Kejseren sendte ofte breve til tidens ledende lærde (ikke blot de europæiske) og bad om svar på spørgsmål inden for videnskab, matematik og fysik.
I 1224 grundlagde han universitetet i Napoli, der blev verdens første statslige universitet, og som i flere århundreder var det eneste i Syditalien. Til ære for kejseren kaldes det nu officielt Università Federico II.

## Udseende
En krønikeskriver fra Damaskus, Sibt ibn al-Jawzi, har nedskrevet en beskrivelse af Frederik, baseret på udsagn fra folk, der selv havde set kejseren i Jerusalem: "Kejseren havde rødt skæg og hår, og han var halvskaldet og nærsynet. Hvis han havde været en slave, havde han næppe indbragt 200 dirham på markedet." Frederiks øjne beskrives henholdsvis som blå eller "grønne som en slanges".

## Lovgivning
Frederiks lovgivning fik først og fremmest betydning for Syditalien. Hans første initiativ var assiserne fra Capua i 1220, der byggede videre på Roger 2.'s assiser fra 1140. De blev fulgt op med den omfattende konstitution, der blev præsenteret i Melfi i 1231. Blandt hans senere lovgivning findes ediktet fra Salerno fra 1241, der adskilte erhvervene som henholdsvis læge og apoteker, og som fastlagde priserne på forskellige former for medicin. Meget af hans lovgivning dannede skole for det øvrige Europa.
Kejseren var ikke i stand til at forme lovgivningen i selve kejserriget. Som nævnt blev han i 1232 nødt til at acceptere Statutum in favorem principum ("Statutter til fordel for fyrsterne"). Statutterne var et frihedsbrev til de ledende tyske fyrster, på bekostning af kejseren, lavadelen og borgerne. Fyrsterne fik hele lovgivningsmagten, og de kunne selv slå mønt. Kejseren mistede retten til at anlægge nye byer og borge og til at slå mønt i deres lande. Statutterne indebar en alvorlig svækkelse af kejsermagten i Tyskland, og fra 1232 havde fyrsterne vetoret mod kejserlige domfældelser, og enhver ny kejserlig lovgivning var betinget af deres tilslutning. 

## Bedømmelse
Historikerne ser Frederik som en særdeles betydelig europæisk monark i middelalderen, og dette ry fik han allerede i sin egen levetid. Mange moderne forskere af middelalderen afviser den pavelige tese om, at Frederik ikke var rigtig kristen. De anfører i stedet, at Frederik så sig selv som en kristen monark på samme måde som den byzantinske kejser, der opfattede sig som Guds vicekonge på jorden. Uanset Frederiks personlige opfattelse af religion, indgik det bestemt ikke i hans verdensbillede, at han skulle være underlagt paven. På den måde fulgte han Hohenstaufernes Kaiseridee, der gik ud på. at den tysk-romerske kejser var den legitime efterfølger for de oprindelige romerske kejsere. 
Historikerne i det 20. århundrede har beskrivelser af Frederik, der spænder fra det sobre (Wolfgang Stürner) til det dramatiske (Ernst Kantorowicz). Alle er imidlertid enige om Frederiks betydning som tysk-romersk kejser. Den britiske historiker Geoffrey Barraclough lægger vægt på, at Frederiks indrømmelser til de tyske fyrster – i håbet om hjælp til de norditalienske felttog – indebar, at kejsermagtens politiske landvindinger gik tabt, og at Tysklands samling blev udskudt i århundreder. 

## Bog
- Frederik 2., tysk-romersk kejser (2004) [c. 1250]. The art of falconry: Being the De arte venandi cum avibus of Frederick II of Hohenstaufen. Oversat og redigeret af Casey A. Wood & F. Marjorie Fyfe. Stanford, CA: Stanford University Press. ISBN 9780804703741. OCLC 474664651. Also: ISBN 978-4-87187-310-9 ISBN 978-4-87187-311-6

## Familie
Frederik blev far til adskillige børn, både legitime og illegitime:

### Legitime efterkommere
- Første hustru: Constanza af Aragonien (født. 1179 – død 23. juni 1222). Gift:  15. august 1209, i Messina.
  - Henrik (7.) af Tyskland (født 1211 – død 12. februar 1242).
- Anden hustru: Jolanda af Jerusalem (født 1212 – død 25. april 1228). Gift:  9. november 1225, i Brindisi.
  - Margareta (født november 1226 – død august 1227).
  - Konrad 4. af Tyskland (født 25. april 1228 – død 21. maj 1254).
- Tredje hustru: Isabella af England (født 1214 – død 1. december 1241). Gift:  15 juli 1235, i Worms.
  - Jordan (født foråret 1236 og død 1236).;[28] Dette barn blev navngivet Jordanus, fordi han blev døbt i vand, der var hjembragt til opgaven fra floden Jordan.
  - Agnes (født og død 1237).
  - Henrik (født 18. januar 1238 – død maj 1254).
  - Margrethe (født 1. december 1241 – død 8. august 1270), gift med Albert, den senere markgreve af Meissen.

Frederik havde et forhold til Bianca Lancia (ca.1200/10 – 1230/46), der formentlig blev indledt omkring 1225. I følge en af kilderne varede forbindelsen i 20 år. Hun fødte ham tre børn:
- Constanza (Anna) (født 1230 – død april 1307), gift med John 3. Ducas Vatatzes, kejser af Nikæa.
- Manfred (født 1232 – dræbt i slaget ved Benevento, 26. februar 1266), regent, senere konge af Sicilien.
- Violente (født 1233 – død 1264), gift med Riccardo Sanseverino, greve af Caserta.

Mathias af Paris gengiver en beretning om et bryllup in articulo mortis (på dødslejet) mellem dem, da Bianca var døende, men dette ægteskab blev aldrig bekræftet af kirken. Ikke desto mindre tyder alt på, at Frederik betragtede Biancas børn som ægtefødte, hvilket bekræftes af datteren Constanzas ægteskab med kejseren af Nikæa, og af hans testamente, hvor han udpeger Manfred til fyrste af Taranto og regent over Sicilien.

### Elskerinder og illegitime børn
- Ukendt navn, siciliansk grevinde. I følge MedlandsArkiveret 26. marts 2012 hos  Wayback Machine, var hun Frederiks første kendte elskerinde, mens han var konge af Sicilien. Hendes nøjagtige herkomst kendes ikke, men Thomas Tusci Gesta Imperatorum et Pontificum omtaler hende som nobili comitissa quo in regno Sicilie erat heres.
  - Frederik af Pettorana, der flygtede til Spanien med kone og børn i 1238/1240.
- Adelheid (Adelaide) af Urslingen (født ca. 1184 – død. ca. 1222?). Hendes forhold til Frederik kan dateres til hans ophold i Tyskland i 1215–1220. Nogle kilder,[31] mener, at hun hørte til Hohenburg familien og hed Alayta of Vohburg (it: Alayta di Marano), men den mest anerkendte teori går ud på, at hun var datter af Konrad af Urslingen, der var greve af Assisi og hertug af Spoleto.
  - Enzio af Sardinien (født 1215 – død i fangenskab i Bologna 1272).
- Ukendt navn, fra hertugfamilien i Spoleto. Dette forhold er udelukkende omtalt i Medlands. Andre kilder omtaler datteren Catarina som helsøster til Enzio, og dermed er moderen identisk med Adelaide of Urslingen.
  - Catarina af Marano (født 1216/18 – død 1272), først gift med ukendt og derpå med Giacomo del Carretto, markis af Noli og Finale.
- Matilda eller Maria, fra Antiokia. I følge siden www.sardimpex.it var denne kvinde datter (måske illegitim) af Fyrst Bohemund 3. af Antiokia. 
  - Frederik af Antiokia (født 1221 – død i kamp ved Foggia, 1256).
- Manna, søster til ærkibispen af Messina.
  - Richard af Chieti (født 1225 – død i 1249, formentlig i slaget ved Fossalta, 26. maj 1249).
- Richina (Ruthina) af Beilstein-Wolfsöden (født ca. 1205 – død 1236). I følge Medlands (der henter oplysningen fra Europäische Stammtafeln), var hun gift med grev Gottfried af Löwenstein og var datter af grev Berthold af Beilstein. Sardimpex.it angiver hende som mor til Margaret, men Medlands anfører ingen børn med Frederik.
  - Margaret af Swaben (født 1230 – død 1298), gift med Thomas Aquino, greve af Acerra.
- Med ukendte kvinder:
  - Selvaggia (født 1223 – død 1244), gift med Ezzelino 3. da Romano, Podestà af Verona.
  - Blanchefleur (født 1226 – død 1279), blev dominikanernonne i Montargis, Frankrig.
  - Gerhard (død efter 1255).

## Stamtavle
|  |                                     |  |  |  |  |  |  |  |  |  |  |  |  |  |  |  |
|  | 8. Frederik 2., hertug af Schwaben  |  |  |  |  |  |  |  |  |  |  |  |  |  |  |  |
|  |                                     |  |  |  |  |  |  |  |  |  |  |  |  |  |  |  |
|  |                                     |  |  |  |  |  |  |  |  |  |  |  |  |  |  |  |
|  | 4. Frederik 1., tysk-romersk kejser |  |  |  |  |  |  |  |  |  |  |  |  |  |  |  |
|  |                                     |  |  |  |  |  |  |  |  |  |  |  |  |  |  |  |
|  |                                     |  |  |  |  |  |  |  |  |  |  |  |  |  |  |  |
|  | 9. Judith af Bayern                 |  |  |  |  |  |  |  |  |  |  |  |  |  |  |  |
|  |                                     |  |  |  |  |  |  |  |  |  |  |  |  |  |  |  |
|  |                                     |  |  |  |  |  |  |  |  |  |  |  |  |  |  |  |
|  | 2. Henrik 6., tysk-romersk kejser   |  |  |  |  |  |  |  |  |  |  |  |  |  |  |  |
|  |                                     |  |  |  |  |  |  |  |  |  |  |  |  |  |  |  |
|  |                                     |  |  |  |  |  |  |  |  |  |  |  |  |  |  |  |
|  | 10. Renaud 3., greve af Burgund     |  |  |  |  |  |  |  |  |  |  |  |  |  |  |  |
|  |                                     |  |  |  |  |  |  |  |  |  |  |  |  |  |  |  |
|  |                                     |  |  |  |  |  |  |  |  |  |  |  |  |  |  |  |
|  | 5. Beatrice 1., grevinde af Burgund |  |  |  |  |  |  |  |  |  |  |  |  |  |  |  |
|  |                                     |  |  |  |  |  |  |  |  |  |  |  |  |  |  |  |
|  |                                     |  |  |  |  |  |  |  |  |  |  |  |  |  |  |  |
|  | 11. Agatha af Lorraine              |  |  |  |  |  |  |  |  |  |  |  |  |  |  |  |
|  |                                     |  |  |  |  |  |  |  |  |  |  |  |  |  |  |  |
|  |                                     |  |  |  |  |  |  |  |  |  |  |  |  |  |  |  |
|  | 1. Frederik 2., tysk-romersk kejser |  |  |  |  |  |  |  |  |  |  |  |  |  |  |  |
|  |                                     |  |  |  |  |  |  |  |  |  |  |  |  |  |  |  |
|  |                                     |  |  |  |  |  |  |  |  |  |  |  |  |  |  |  |
|  | 12. Roger 1. af Sicilien            |  |  |  |  |  |  |  |  |  |  |  |  |  |  |  |
|  |                                     |  |  |  |  |  |  |  |  |  |  |  |  |  |  |  |
|  |                                     |  |  |  |  |  |  |  |  |  |  |  |  |  |  |  |
|  | 6. Roger 2. af Sicilien             |  |  |  |  |  |  |  |  |  |  |  |  |  |  |  |
|  |                                     |  |  |  |  |  |  |  |  |  |  |  |  |  |  |  |
|  |                                     |  |  |  |  |  |  |  |  |  |  |  |  |  |  |  |
|  | 13. Adelaide af Vasto               |  |  |  |  |  |  |  |  |  |  |  |  |  |  |  |
|  |                                     |  |  |  |  |  |  |  |  |  |  |  |  |  |  |  |
|  |                                     |  |  |  |  |  |  |  |  |  |  |  |  |  |  |  |
|  | 3. Constanza af Sicilien            |  |  |  |  |  |  |  |  |  |  |  |  |  |  |  |
|  |                                     |  |  |  |  |  |  |  |  |  |  |  |  |  |  |  |
|  |                                     |  |  |  |  |  |  |  |  |  |  |  |  |  |  |  |
|  | 14. Ithier, greve af Rethel         |  |  |  |  |  |  |  |  |  |  |  |  |  |  |  |
|  |                                     |  |  |  |  |  |  |  |  |  |  |  |  |  |  |  |
|  |                                     |  |  |  |  |  |  |  |  |  |  |  |  |  |  |  |
|  | 7. Beatrix af Rethel                |  |  |  |  |  |  |  |  |  |  |  |  |  |  |  |
|  |                                     |  |  |  |  |  |  |  |  |  |  |  |  |  |  |  |
|  |                                     |  |  |  |  |  |  |  |  |  |  |  |  |  |  |  |
|  | 15. Beatrix af Namur                |  |  |  |  |  |  |  |  |  |  |  |  |  |  |  |
|  |                                     |  |  |  |  |  |  |  |  |  |  |  |  |  |  |  |
|  |                                     |  |  |  |  |  |  |  |  |  |  |  |  |  |  |  |

## Eksterne links
- Wikimedia Commons har flere filer relateret til Frederik 2. (Tysk-romerske rige)
- Catholic Encyclopedia: Frederick II Arkiveret 20. april 2019 hos  Wayback Machine
- Frederick II — Encyclopædia Britannica Arkiveret 9. maj 2006 hos  Wayback Machine

| Frederik 2.Huset HohenstaufenFødt: 26. december 1194 Død: 13. december 1250 |                                                                            |                            |
| Titler som regent                                                           |                                                                            |                            |
| Foregående: Otto 4.                                                         | Tysk-romersk kejser 1220–1250                                              | Efterfølgende: Henrik 7.   |
| Foregående: Otto 4.                                                         | Tysk konge (formelt: Romernes Konge) 1212–1220 med Otto 4. (1212–1215)     | Efterfølgende: Henrik (7.) |
| Foregående: Constance                                                       | Konge af Sicilien 1198–1250 med Constance (1198) med Henrik 2. (1212–1217) | Efterfølgende: Konrad 1.   |